# US Open 1999 (Badminton)
Die US Open 1999 im Badminton fanden vom 7. bis zum 12. September 1999 in Orange statt. Das Preisgeld betrug 35.000 US-Dollar, was dem Turnier zu einem Ein-Sterne-Status im Grand Prix verhalf.

## Austragungsort
Orange County Badminton Club, Orange

## Sieger und Platzierte
| Disziplin    | Gold                            | Silber                            | Bronze                                |
| ------------ | ------------------------------- | --------------------------------- | ------------------------------------- |
| Herreneinzel | Colin Haughton                  | Nikhil Kanetkar                   | Luo Xilin                             |
| Herreneinzel | Colin Haughton                  | Nikhil Kanetkar                   | Ruud Kuijten                          |
| Dameneinzel  | Pi Hongyan                      | Wu Huimin                         | Tine Rasmussen                        |
| Dameneinzel  | Pi Hongyan                      | Wu Huimin                         | Irina Ruslyakova                      |
| Herrendoppel | Michael Lamp Jonas Rasmussen    | James Anderson Graham Hurrell     | Alex Liang Ben Wu                     |
| Herrendoppel | Michael Lamp Jonas Rasmussen    | James Anderson Graham Hurrell     | Joachim Fischer Nielsen Ove Svejstrup |
| Damendoppel  | Huang Nanyan Lu Ying            | Milaine Cloutier Robbyn Hermitage | Lorraine Cole Tracy Dineen            |
| Damendoppel  | Huang Nanyan Lu Ying            | Milaine Cloutier Robbyn Hermitage | Jane F. Bramsen Pernille Harder       |
| Mixed        | Jonas Rasmussen Jane F. Bramsen | Michael Lamp Pernille Harder      | Andy Chong Yeping Tang                |
| Mixed        | Jonas Rasmussen Jane F. Bramsen | Michael Lamp Pernille Harder      | Mike Beres Kara Solmundson            |

## Finalergebnisse
| Disziplin    | Sieger                          | Finalist                          | Ergebnis     |
| ------------ | ------------------------------- | --------------------------------- | ------------ |
| Herreneinzel | Colin Haughton                  | Nikhil Kanetkar                   | 15-6, 15-0   |
| Dameneinzel  | Pi Hongyan                      | Wu Huimin                         | 11-8, 11-3   |
| Herrendoppel | Michael Lamp Jonas Rasmussen    | Graham Hurrell James Anderson     | 15-10, 15-13 |
| Damendoppel  | Huang Nanyan Lu Ying            | Robbyn Hermitage Milaine Cloutier | 15-4, 15-9   |
| Mixed        | Jonas Rasmussen Jane F. Bramsen | Michael Lamp Pernille Harder      | 15-3, 15-10  |

## Halbfinalresultate
| Disziplin    | Sieger                            | Gegner                                | Ergebnis          |
| ------------ | --------------------------------- | ------------------------------------- | ----------------- |
| Herreneinzel | Colin Haughton                    | Ruud Kuijten                          | 15-6, 8-15, 15-12 |
|              | Nikhil Kanetkar                   | Luo Xilin                             | 8-15, 15-8, 17-15 |
| Dameneinzel  | Pi Hongyan                        | Tine Rasmussen                        | 11-4, 11-3        |
|              | Wu Huimin                         | Irina Ruslyakova                      | 11-1, 11-5        |
| Herrendoppel | Jonas Rasmussen Michael Lamp      | Ben Wu Alex Liang                     | 9-15, 15-5, 15-7  |
|              | James Anderson Graham Hurrell     | Ove Svejstrup Joachim Fischer Nielsen | 15-8, 15-14       |
| Damendoppel  | Huang Nanyan Lu Ying              | Pernille Harder Jane F. Bramsen       | 17-16, 15-6       |
|              | Robbyn Hermitage Milaine Cloutier | Tracy Dineen Lorraine Cole            | 15-10, 15-1       |
| Mixed        | Jonas Rasmussen Jane F. Bramsen   | Mike Beres Kara Solmundson            | 15-6, 15-1        |
|              | Michael Lamp Pernille Harder      | Andy Chong Yeping Tang                | 15-8, 15-6        |

## Viertelfinalresultate
| Disziplin    | Sieger                                | Gegner                           | Ergebnis          |
| ------------ | ------------------------------------- | -------------------------------- | ----------------- |
| Herreneinzel | Colin Haughton                        | Joachim Fischer Nielsen          | 15-8, 15-8        |
|              | Ruud Kuijten                          | Robert Nock                      | 9-15, 15-8, 15-9  |
|              | Nikhil Kanetkar                       | Michael Edge                     | 15-7, 15-8        |
|              | Luo Xilin                             | Siew Yian Wai                    | 15-5, 15-6        |
| Dameneinzel  | Wu Huimin                             | Yeping Tang                      | 11-7, 11-3        |
|              | Irina Ruslyakova                      | Charmaine Reid                   | 1-11, 13-11, 11-8 |
|              | Pi Hongyan                            | Justine Willmott                 | 11-0, 11-2        |
|              | Tine Rasmussen                        | Wendy Taylor                     | 11-0, 11-2        |
| Herrendoppel | Ben Wu Alex Liang                     | Kenny Middlemiss Russell Hogg    | w.o.              |
|              | Michael Lamp Jonas Rasmussen          | Kevin Han Howard Bach            | 15-13, 15-13      |
|              | James Anderson Graham Hurrell         | David Gilmore Robert Blair       | 15-17, 15-5, 15-5 |
|              | Ove Svejstrup Joachim Fischer Nielsen | Alastair Gatt Craig Robertson    | 15-3, 15-4        |
| Damendoppel  | Robbyn Hermitage Milaine Cloutier     | Sandra Watt Fiona Sneddon        | 15-13, 15-10      |
|              | Tracy Dineen Lorraine Cole            | Pi Hongyan Wu Huimin             | 15-12, 15-13      |
|              | Huang Nanyan Lu Ying                  | Maria Luisa Mur Agnese Allegrini | 15-1, 15-6        |
|              | Pernille Harder Jane F. Bramsen       | Denyse Julien Charmaine Reid     | 15-7, 9-15, 15-0  |
| Mixed        | Michael Lamp Pernille Harder          | Ove Svejstrup Robbyn Hermitage   | 15-9, 12-15, 15-6 |
|              | Andy Chong Yeping Tang                | Bryan Moody Denyse Julien        | 15-11, 15-10      |
|              | Mike Beres Kara Solmundson            | Rudy Gunawan Janis Tan           | 15-10, 15-13      |
|              | Jonas Rasmussen Jane F. Bramsen       | Peter Jeffrey Lorraine Cole      | 15-9, 17-16       |